# 旧町名復活運動
旧町名復活運動（きゅうちょうめい ふっかつ うんどう）とは、住居表示に関する法律（住居表示法）の施行により消滅した町名を、行政上の正式な町名として復活させる運動である。
石川県金沢市の「主計町」の復活を皮切りに長崎県長崎市、長野県の上田市や長野市松代町、宮城県仙台市、大分県豊後高田市、埼玉県鴻巣市、東京都の中央区や台東区、千代田区、岩手県盛岡市、福島県会津若松市、富山県高岡市などで旧町名の復活が検討されたり、それに向けた運動が行われたり、実現されたりしている。
運動の全国的な組織としては、民俗学者の谷川健一らが東京で設立した「地名を守る会」があり、活動初期の代表的な書籍には、同会のメンバーによる『現代地名考』（NHKブックス）がある。また、全国地名保存連盟なども組織された。
また、これはインフォメーション・テクノロジーの進歩によってコードの割り振りにより「表示上」と「実質」が容易に互換できる状況が整ったことによる。

## 復活した旧町名

### 石川県金沢市
詳細は金沢市ホームページ 旧町名復活を参照。
| 復活した 旧町名 | よみがな                 | 復活日        | これまでの 地名表示                     | 由来 |
| --------------- | ------------------------ | ------------- | --------------------------------------- | --- |
| 主計町          | かずえまち               | 1999年10月1日 | 尾張町二丁目                            | 加賀藩士・富田主計の屋敷があったことから。 |
| 飛梅町          | とびうめちょう           | 2000年4月1日  | 石引三丁目                              | 前田対馬守の下屋敷があった場所で、前田対馬守の家紋（角の内梅輪）から。                                                                                                  |
| 下石引町        | しもいしびきまち         | 2000年4月1日  | 石引三丁目                              | 金沢城築城の際に建材の石を引いたことから。 |
| 木倉町          | きぐらまち               | 2003年8月1日  | 片町二丁目                              | 江戸時代初期に材木蔵が置かれていたことから。 |
| 柿木畠          | かきのきばたけ           | 2003年10月1日 | 広坂一丁目                              | 江戸時代に火除地として柿の木が植えられたことから。 |
| 六枚町          | ろくまいまち             | 2004年6月1日  | 芳斉二丁目                              | この地の税額が銀6枚であったことから。 |
| 並木町          | なみきまち               | 2005年10月1日 | 橋場町                                  | 浅野川の護岸のために植えられた松並木にちなむ。 |
| 袋町            | ふくろまち               | 2007年3月1日  | 尾張町二丁目 安江町                     | 北国街道の両筋の曲がり角によって、袋の様に見えたことから。 |
| 南町            | みなみちょう             | 2008年11月1日 | 香林坊一丁目 香林坊二丁目 高岡町 尾山町 | もとは尾山御坊（金沢御堂）の南にあったことから。その後、火事で現在地（尾山御坊の西）に町ごと移転したが町名はそのまま保たれた。                                          |
| 下新町          | しもしんちょう           | 2009年11月1日 | 尾張町二丁目                            | 加賀藩期に新しく町建てしたことから。 |
| 上堤町          | かみつつみちょう         | 2009年11月1日 | 高岡町 尾山町                           | 掘り上げた堤の土地に町が形成されたことから。 |
| 金石味噌屋町    | かないわみそやちょう     | 2018年11月1日 | 金石西二丁目 金石西四丁目               | 味噌を扱う商人が住んでいたことから。 |
| 金石下本町      | かないわしもほんまち     | 2018年11月1日 | 金石西三丁目 金石西四丁目               | 町人や商人が多く住んでいた「本町」の下に連なる町筋にちなむ。 |
| 金石通町        | かないわとおりまち       | 2018年11月1日 | 金石西三丁目 金石西四丁目               | 町全体の中心的役割を担う多くの町人や商人が「本町」へ行くために往来することから。                                                                                        |
| 観音町一丁目    | かんのんまちいっちょうめ | 2019年5月1日  | 東山一丁目                              | 元和二年（1616年）に観音院が卯辰山から移されたとき、観音院から浅野川大橋までの道を拡張した通りを観音町と称したことより。 町名復活までは観音町三丁目のみが残されていた。 |
| 観音町二丁目    | かんのんまちにちょうめ   | 2019年5月1日  | 東山一丁目                              | 元和二年（1616年）に観音院が卯辰山から移されたとき、観音院から浅野川大橋までの道を拡張した通りを観音町と称したことより。 町名復活までは観音町三丁目のみが残されていた。 |
| 観音町三丁目    | かんのんまちさんちょうめ | 2019年5月1日  | 東山一丁目                              | 元和二年（1616年）に観音院が卯辰山から移されたとき、観音院から浅野川大橋までの道を拡張した通りを観音町と称したことより。 町名復活までは観音町三丁目のみが残されていた。 |
| 金石新町        | かないわしんちょう       | 2019年11月1日 | 金石西二丁目                            | 藩政時代に新しく町建てしたことから。 |
| 金石今町        | かないわいままち         | 2019年11月1日 | 金石西二丁目                            | 藩政時代に新しく町建てしたことから。 |
| 金石海禅寺町    | かないわかいぜんじまち   | 2019年11月1日 | 金石西一丁目 金石西二丁目               | 海禅寺が由来。 |
| 金石下寺町      | かないわしもでらまち     | 2020年11月1日 | 金石西三丁目                            | 町の東方に大寺があったため。 |
| 金石上浜町      | かないわかみはままち     | 2020年11月1日 | 金石西四丁目                            | 「浜町」の上方方向に連なる町筋から。 |
| 金石浜町        | かないわはままち         | 2020年11月1日 | 金石西四丁目                            | 御塩蔵の浜方（海方）に連なる町筋から。 |
| 金石松前町      | かないわまつまえまち     | 2020年11月1日 | 金石西二丁目 金石西四丁目               | 北前船により北海道松前地方を取引・交流先とする人達が多く住んでいたことから。                                                                                            |
| 金石御船町      | かないわおふねまち       | 2020年11月1日 | 金石北一丁目                            | 藩政時代、藩の御座船等の御船小屋があり、御船足軽達が住んでいたことが由来。                                                                                              |
| 金石上越前町    | かないわかみえちぜんまち | 2021年11月1日 | 金石西四丁目 金石北一丁目 金石北二丁目  | 越前方面と取引をする人達が多く住んでいたため。 |
| 金石相生町      | かないわあいおいちょう   | 2021年11月1日 | 金石北三丁目                            | 宮腰町と大野町が合併した際「相生」のように一緒に栄えることを願ったことが由来。 町名復活までは大野町４丁目甲付近の一区画のみ残されていた。                               |

### 大分県豊後高田市
| 復活した 旧町名 | よみがな     | 復活日        | これまでの 地名表示 | 由来 |
| --------------- | ------------ | ------------- | ------------------- | ---- |
| 是永町          | これながまち | 2005年3月31日 | 大字高田            |      |
| 水取            | みずとり     | 2005年3月31日 | 大字高田            |      |
| 本町            | ほんまち     | 2005年3月31日 | 大字高田            |      |
| 鍛冶屋町        | かじやまち   | 2005年3月31日 | 大字高田            |      |
| 金谷町          | かなやまち   | 2005年3月31日 | 大字高田            |      |
| 浜町            | はままち     | 2005年3月31日 | 大字高田            |      |
| 新町            | しんまち     | 2005年3月31日 | 大字高田            |      |
| 新地            | しんち       | 2005年3月31日 | 大字高田            |      |
| 今町            | いままち     | 2005年3月31日 | 大字高田            |      |

### 長崎県長崎市
- 銀屋町（ぎんやまち）
- 東古川町（ひがしふるかわまち）

2007年1月9日に復活した。翌2008年には船大工町も町界変更により旧来の町界がほぼ復元されている。

### 埼玉県鴻巣市
- 本一町（ほんいちちょう）
- 宮本町（みやもとちょう）

2008年4月1日、本町一丁目地内「鴻巣駅前公園エルミパーク」の全域を3番街区から分割し、住居表示街区符号として復活。
- 富永町（とみながちょう）
- 石橋町（いしばしちょう）

2012年4月1日、本町六丁目地内「鴻巣市立鴻巣東小学校」の校庭部分を4番街区から分割し、住居表示街区符号として復活。
- 鞠子（まりこ）　1965年に消失した旧字名

2015年8月24日、本町八丁目地内「鴻巣市立鴻巣南小学校」の西半部を7番街区から分割し、住居表示街区符号として復活。
- 新屋敷（しんやしき）　1965年に消失した旧字名

2015年8月24日、東四丁目地内「けやき通り公園」の全域を2番街区から分割し、住居表示街区符号として復活。
- 相生町（あいおいちょう）
- 防山（ぼうやま）　1965年に消失した旧字名

2023年12月19日、本町六丁目地内「鴻巣市立鴻巣東小学校」の校庭部分を4番街区から分割し、住居表示街区符号として復活。

### 富山県高岡市
- 平米町（ひらまいちょう）
- 袋町（ふくろちょう）

2015年4月20日に復活。

### 東京都千代田区
- 神田三崎町（かんだ みさきちょう）
- 神田猿楽町（かんだ さるがくちょう）

かつて省かれた「神田」を再び冠する町名変更を2018年1月1日に実施。